# Avro 707

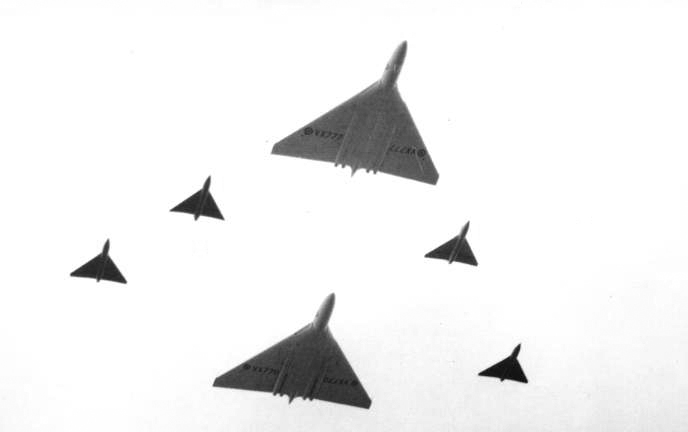
De vier Avro 707s en twee Vulcans tijdens de SBAC show in Farnborough in 1953

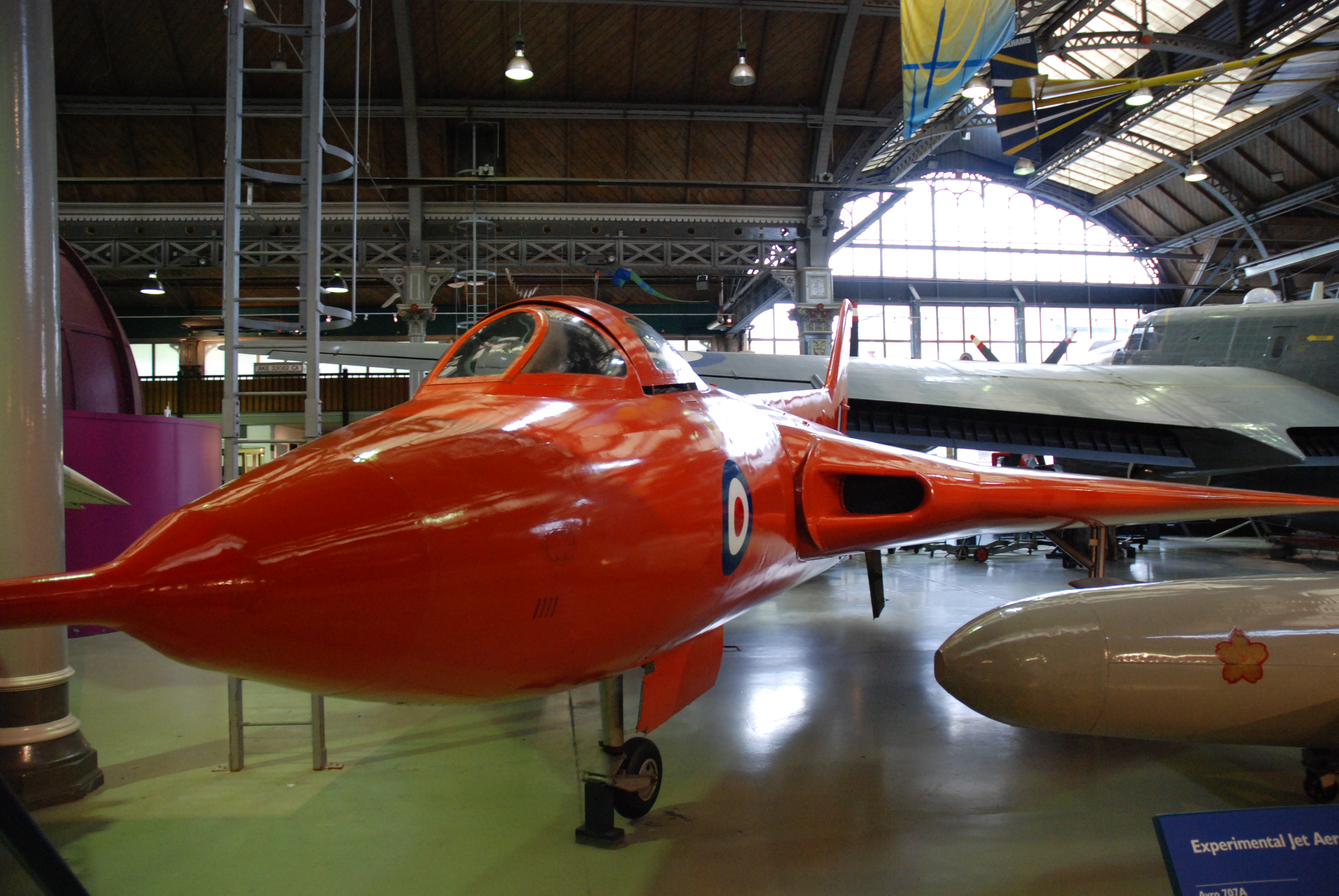
De Avro 707A in het Museum of Science and Industry in Manchester

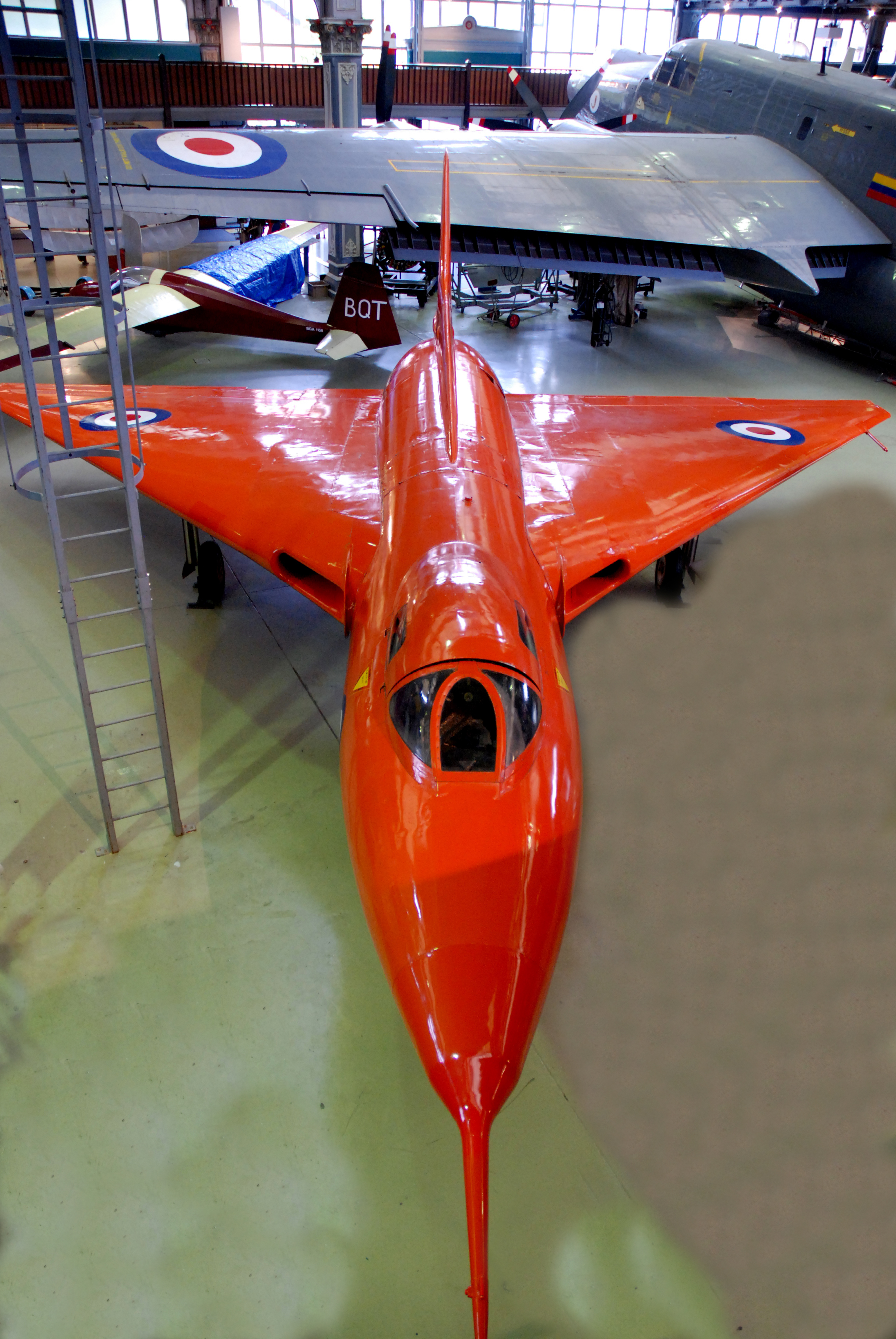

De Avro 707 was een Brits experimenteel vliegtuig, gebouwd door vliegtuigbouwer Avro om een toestel te testen met een staartloze deltavleugel met een hoek van 50°. Deze configuratie was voorzien voor de straalbommenwerper Avro Vulcan. Het vlieggedrag bij lage snelheden van zulke types was toen niet goed gekend. Aerodynamisch was de 707 een schaalmodel op 1/3 van de Vulcan.
Er zijn vijf exemplaren gebouwd. Het eerste toestel, dat op 4 september 1949 voor het eerst vloog, crashte nog geen maand later, op 30 september. De testpiloot van Avro, Samuel Eric Esler, kwam daarbij om het leven. Het tweede, de 707B, vloog in september 1950. Dit exemplaar was bedoeld voor testen bij relatief lage snelheden en had de luchtinlaat op de rug van de romp. De 707A, de derde 707 die gebouwd werd (zie foto's), vloog in juli 1951. De 707A werd gebruikt voor testen bij hogere snelheden. Een van de verbeteringen was de plaats van de luchtinlaten bij de wortel van de vleugels om turbulentie te voorkomen. Van de 707A werd nog een tweede exemplaar gebouwd. De laatste versie was de 707C, die op 1 juli 1953 vloog. Dit was een tweezitter met een bredere cockpit waarin twee plaatsen naast elkaar waren uitgerust met een besturing, zodat het kon dienen als opleidingsvliegtuig.
Alle toestellen werden aangedreven door een Rolls-Royce Derwent turbojet met 16 kN stuwkracht.
Ook na de definitieve ontwikkeling van de Vulcan bleven de vier overgebleven 707's in dienst als testvliegtuigen. In 1956 leverden ze een significante bijdrage toen de besturing via fly-by-wire in deze toestellen werd geïnstalleerd en getest.

## Kenmerken (Avro 707C)
- Lengte: 12,9 m
- Spanwijdte: 10,41 m
- Hoogte: 3,53 m
- Vleugeloppervlakte: 39 m2
- Gewicht (geladen): 4.535 kg
- Motor: Rolls-Royce Derwent 8, 16 kN
- Maximumsnelheid: 747 km/h